# NGC 6704
NGC 6704 is een open sterrenhoop in het sterrenbeeld Schild. Het hemelobject werd op 2 juli 1854 ontdekt door de Duitse astronoom Friedrich August Theodor Winnecke.

## Synoniemen
- OCL 82